# Elisenbrunnen
L'Elisenbrunnen (fontaine d'Élise) à Aix-la-Chapelle est un bâtiment de style néo-classique des architectes Johann Peter Cremer et Karl Friedrich Schinkel, bâti autour d'une fontaine thermale.

## Histoire
Les travaux de construction ont été réalisés par le maître d'œuvre Andreas Hansen (de). Le bâtiment doit son nom à la princesse héritière de Prusse Élisabeth de Bavière (Elise), fille du roi de Bavière Maximilien Ier et épouse du futur roi de Prusse Frédéric-Guillaume IV. Son buste a été réalisé en marbre de Carrare par Christian Friedrich Tieck en 1828 et placé dans la rotonde en 1832.

L'Elisenbrunnen se compose d'un foyer ouvert avec un porche à colonnes doriques et d'un pavillon de chaque côté avec plusieurs pièces. L'eau chaude de la source thermale Kaiserquelle (52 degrés) coule de deux fontaines à eau, acheminée via une conduite. L'eau , en raison de sa forte teneur en soufre, dégage une odeur caractéristique d'œufs pourris (sulfure d'hydrogène).

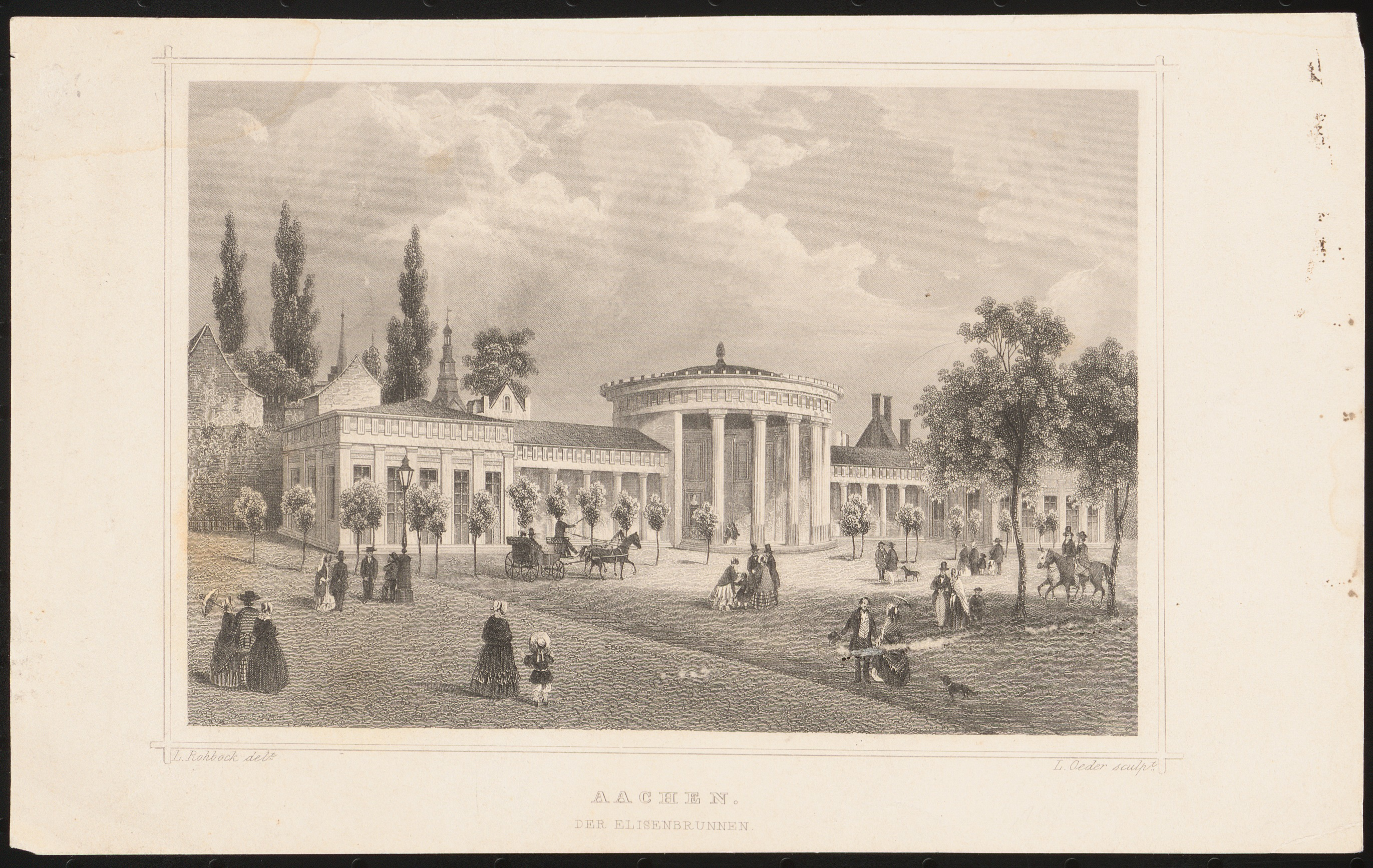
Vue de face au moment de la création.
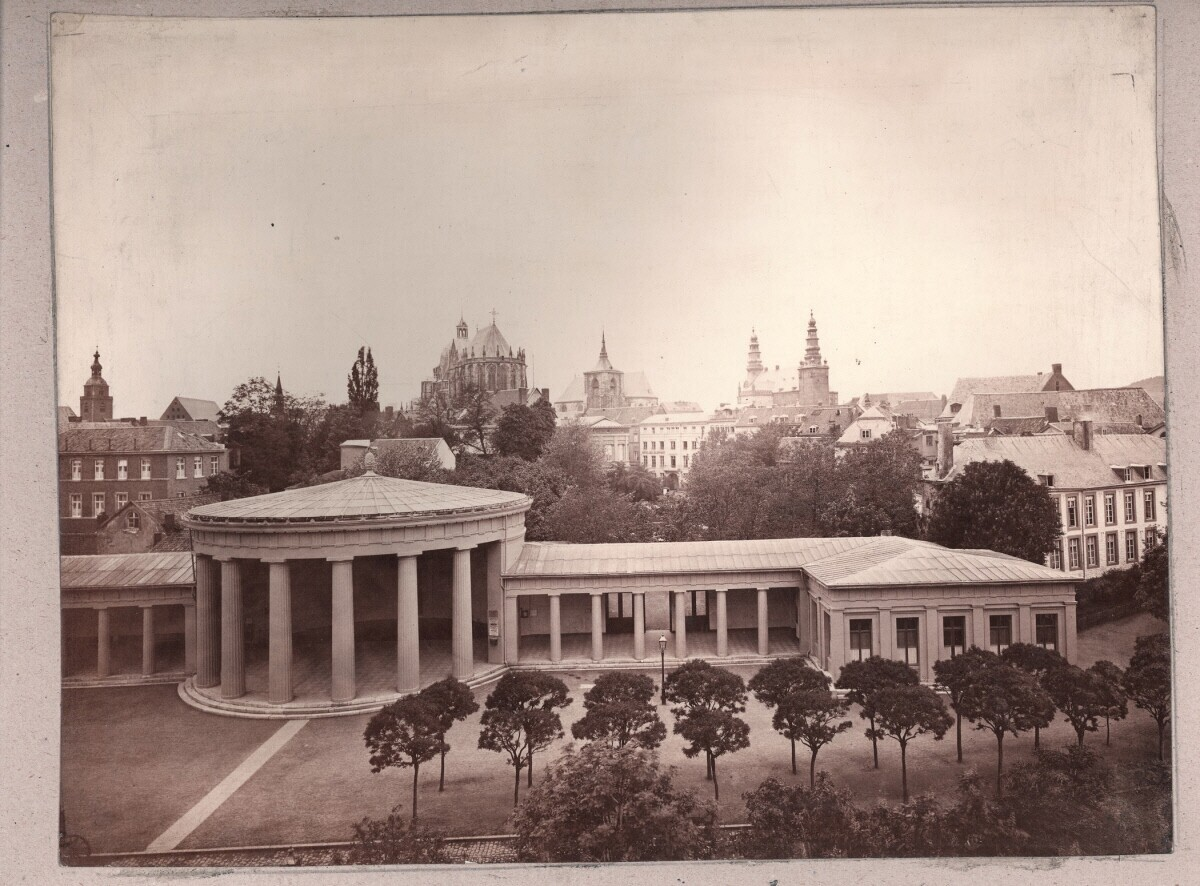
Elisenbrunnen, photographiée en 1865 par Jacob Wothly (de).
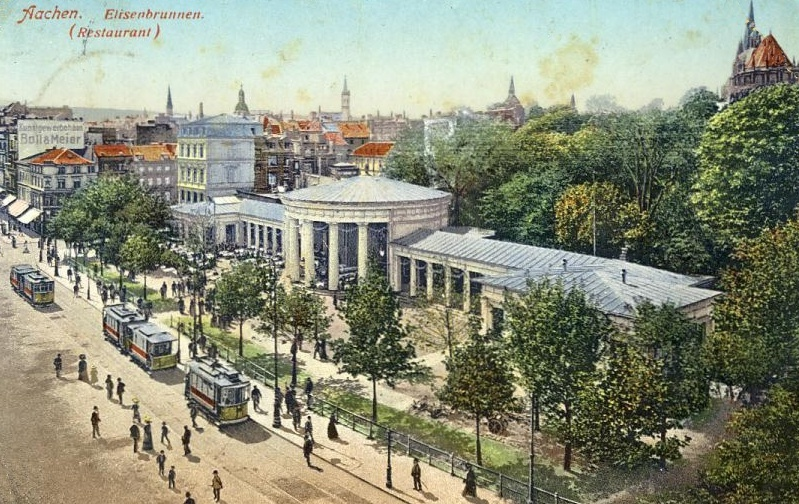
Elisenbrunnen, 1910.
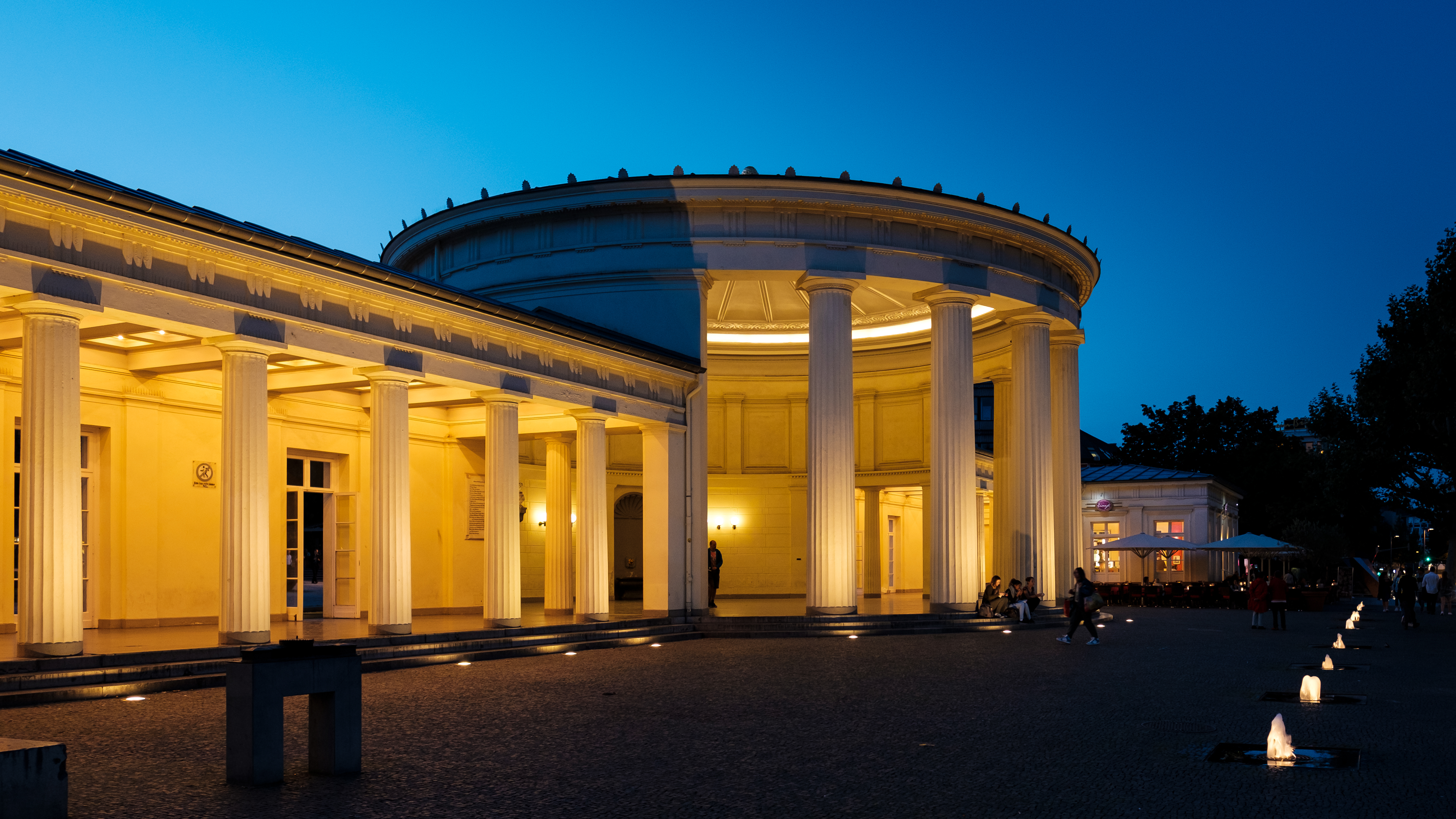
Vue au crépuscule.

Des fouilles archéologiques devant le bâtiment au début des années 2010 ont mené à la découverte de nombreux artefacts remontant au néolithique.